# Zona de Bagmati
La Zona de Bagmati (Nepalí: बागमती), fue una zona de Nepal que comenzaba después del río Bagmati. Se encontraba en la zona central de Nepal. En esta zona se sitúa el Valle de Katmandú, cuyo conurbano posee 1,5 millones de habitantes.
Bagmati estaba dividido en los siguientes ocho distritos, cuyas capitales se encuentran entre paréntesis.
- Distrito de Bhaktapur (Bhaktapur)
- Distrito de Dhading (Dhading)
- Distrito de Lalitpur (Patan)
- Distrito de Katmandú (Katmandú)
- Distrito de Kavrepalanchok (Dhulikhel)
- Distrito de Nuwakot (Bidur)
- Distrito de Rasuwa (Dhunche)
- Distrito de Sindhulpalchok (Chautara)